# Каськово (Могилёвская область)
Каськово (бел. Каськова) — деревня в Мстиславском районе Могилёвской области Белоруссии. Входит в состав Сапрыновичского сельсовета.

## География
Деревня находится в северо-восточной части Могилёвской области, в пределах Оршанско-Могилёвской равнины, вблизи государственной границы с Российской Федерацией, на расстоянии примерно 8 километров (по прямой) к востоку-северо-востоку (ENE) от Мстиславля, административного центра района. Абсолютная высота — 165 метров над уровнем моря. Через Каськово проходит республиканская автодорога Р73.

## История
В конце XVIII века деревня входила в состав Мстиславского воеводства Великого княжества Литовского.
Согласно «Списку населенных мест Могилёвской губернии» 1910 года издания населённый пункт входил в состав Ослянского сельского общества Ослянской волости Мстиславского уезда Могилёвской губернии. В деревне имелся 51 двор и проживало 359 человек (183 мужчины и 176 женщин).

## Население
По данным переписи 2009 года, в деревне проживало 64 человека.